# Präsidentschafts- und Parlamentswahl in Bolivien 2019
Die Präsidentschafts- und Parlamentswahl in Bolivien 2019 fand am 20. Oktober statt. Der amtierende Präsident Boliviens Evo Morales bewarb sich dabei gemeinsam mit Vizepräsident Álvaro García Linera um eine vierte Amtszeit als Kandidat des Movimiento al Socialismo (MAS). Die Wahl galt als die erste seit längerer Zeit, in der Morales nicht bereits im Vorfeld als ausgemachter Sieger galt.
Am 25. Oktober 2019 wurde Morales offiziell zum Wahlsieger erklärt.
Nachdem es nach Angaben der Organisation Amerikanischer Staaten (OAS) bei der Stimmenauszählung zu Unregelmäßigkeiten gekommen war, mobilisierte die rechte Opposition gegen die Wiederwahl von Evo Morales. In zahlreichen Städten brachen wochenlange Proteste aus. Polizei und Militär nötigten Morales zurückzutreten. Am 10. November kündigte Morales zunächst Neuwahlen und schließlich seinen Rücktritt an.
In der Folge erklärte sich die Vizepräsidentin des Senats, Jeanine Áñez, zur Staatspräsidentin pro tempore. Während einige Staaten, unter anderem Mexiko und Uruguay, von einem Staatsstreich sprachen, erkannten andere, unter anderem die Staaten der Europäischen Union, Brasilien und die USA, Áñez’ Machtübernahme als rechtmäßig an.

## Ausgangslage
Bei dem Verfassungsreferendum in Bolivien am 21. Februar 2016 wurde eine Verfassungsänderung, die dem Präsidenten des Landes mehr als zwei aufeinander folgende Amtszeiten erlaubt hätte, mit 48,7 % Ja-Stimmen und 51,3 % Nein-Stimmen abgelehnt. Dennoch wurde ein erneutes Antreten von Morales durch das bolivianische Verfassungsgericht erlaubt. Die Begründung war, dass der Verfassungsartikel, der die maximale Amtszeit für Amtsträger allgemein festlegt, ungültig sei. Dabei wurde auf die Amerikanische Menschenrechtskonvention abgehoben, in einer zwar formal nachvollziehbaren, aber dennoch fragwürdigen Weise, die 2021 vom Interamerikanischen Gerichtshof für Menschenrechte verworfen wurde. Zuvor hatten die unter Morales’ Regierung eingesetzten Richter ihm schon eine dritte Amtszeit ermöglicht mit der Begründung, seine erste Amtszeit sei unter der alten Verfassung erfolgt und daher nicht mitzuzählen.
Für die Gegner der Regierung Morales stellte es zusätzliche Motivation dar, mit aggressiveren Mitteln auf deren Absetzung hinzuarbeiten. Im Vorfeld der Wahlen war eine starke Polarisierung der Bevölkerung zu beobachten mit Schmutzkampagnen über die sozialen Netze und der Reaktivierung der traditionellen basisdemokratischen Cabildos, welche jedoch fast ausschließlich von Oppositionellen in den Großstädten besucht wurden und dennoch proklamierten, den Willen der Gesamtbevölkerung zu repräsentieren. Mit Ausrufen wie „Wenn er nicht durch die Vordertür den Präsidentenpalast verlassen will, dann werfen wir ihn zur Hintertür hinaus.“ wurde der Ton gesetzt, der die Gewaltbereitschaft unabhängig vom Wahlergebnis stärkte.
Im ersten Wahlgang braucht ein Kandidat laut bolivianischem Wahlgesetz 50 % der Wählerstimmen oder einen Stimmanteil von 40 %, wenn dabei der Vorsprung auf den zweitplatzierten Kandidaten mindestens zehn Prozentpunkte beträgt, ansonsten wird eine Stichwahl erforderlich.
Zeitgleich fanden auch die Wahlen zum Parlament (Abgeordnetenkammer und Senatorenkammer der Asamblea Legislativa Plurinacional) statt.

## Präsidentschaftskandidaten
Als stärkster Kandidat von insgesamt neun Bewerbern neben Präsident Morales galt der gemäßigt konservative Ex-Präsident Carlos Mesa. Drittstärkster Kandidat laut Umfragen mit bis zu 10 % Zustimmung war der Wirtschaftsliberale Óscar Ortiz Antelo an dessen Seite sich Rubén Costas als Vizepräsidentschaftskandidat bewarb. Weitere Kandidaten waren der ehemalige Vizepräsident Víctor Hugo Cárdenas, der zwischen 1993 und 1997 unter Präsident Gonzalo Sánchez de Lozada amtierte, sowie der sehr konservative koreanischstämmige Fernsehprediger Chi Hyun Chung, der für die Partido Demócrata Cristiano antrat. Das Movimiento Nacionalista Revolucionario entsendete Virginio Lema als ihren Kandidaten.

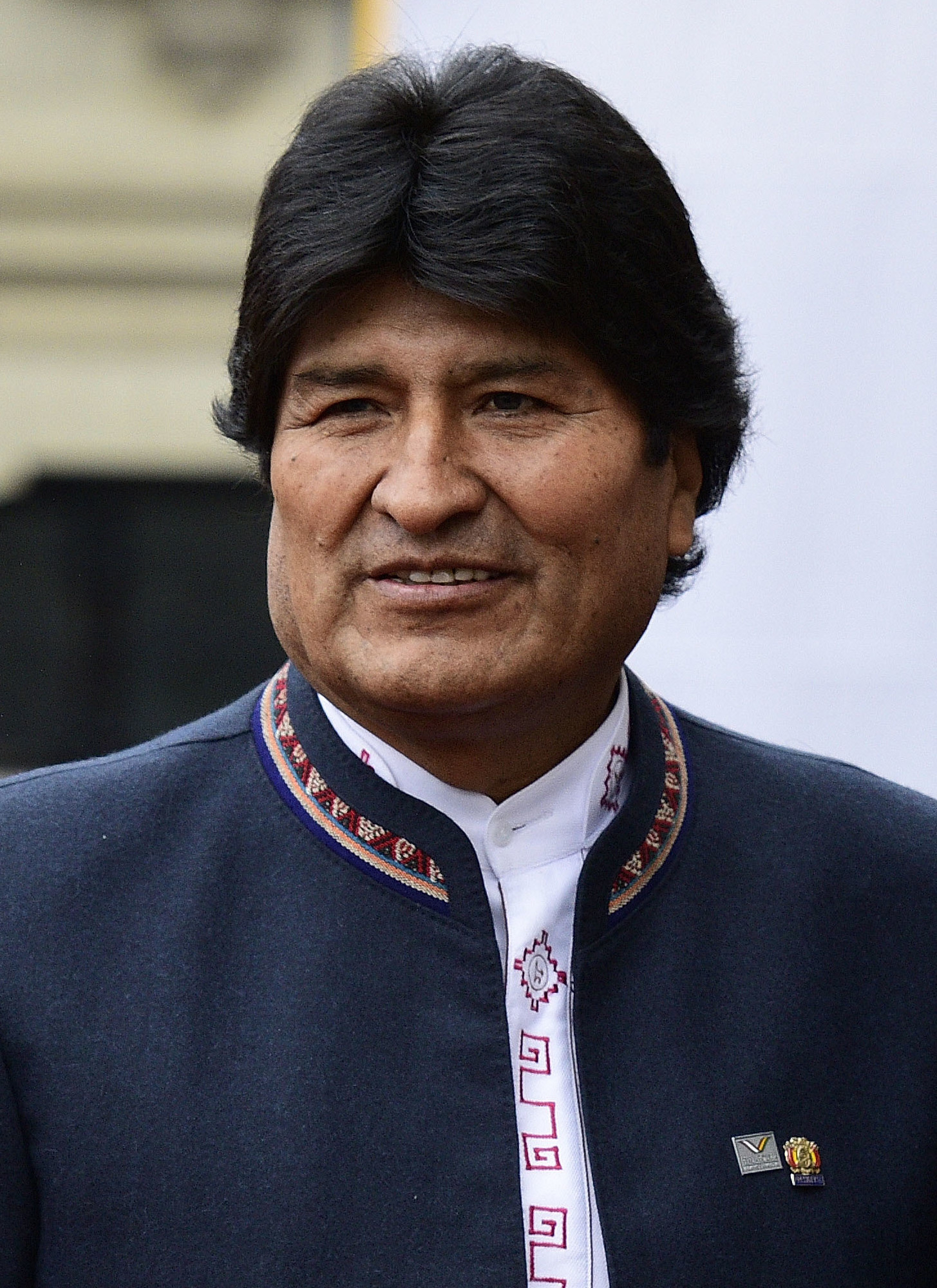
Evo Morales
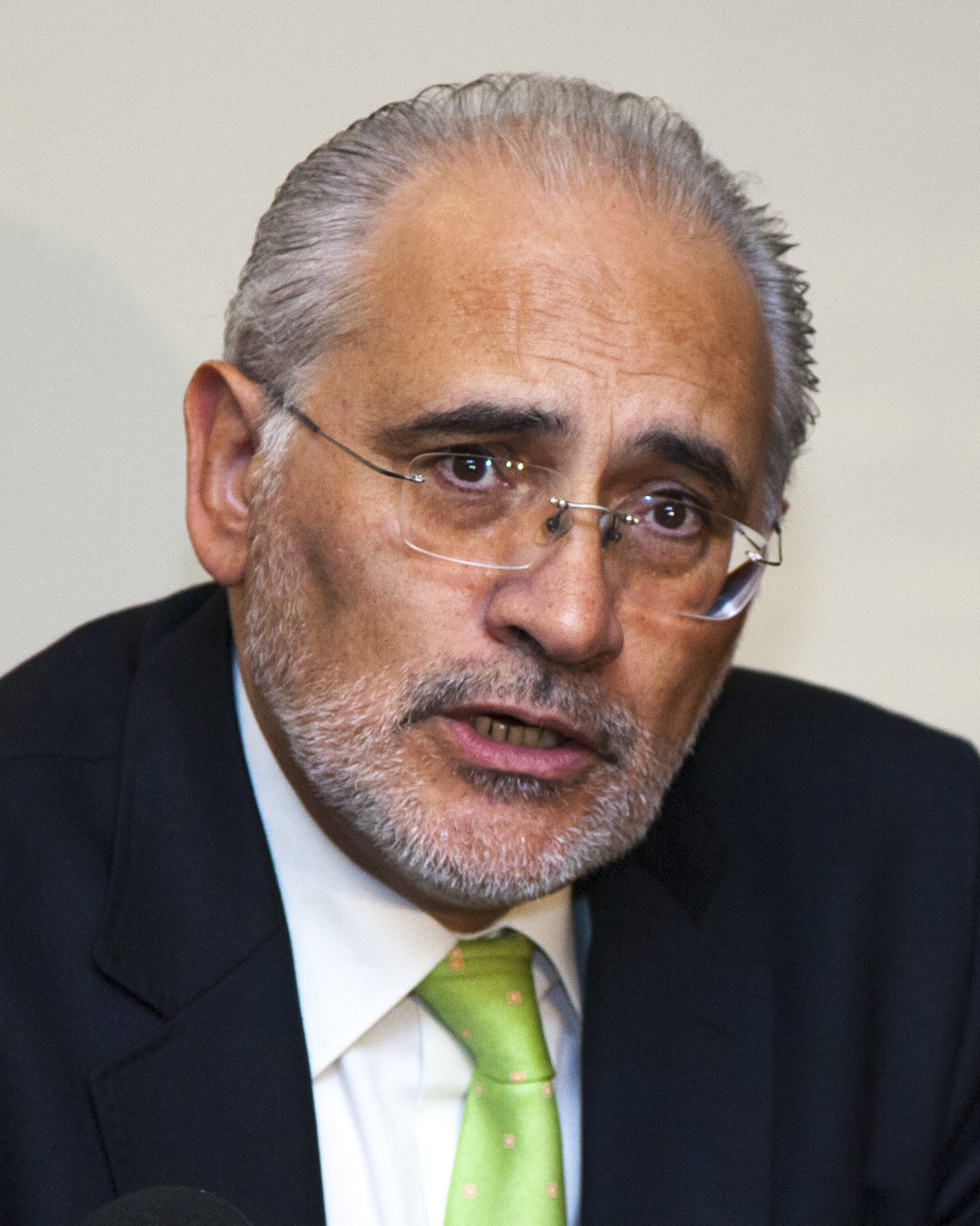
Carlos Mesa
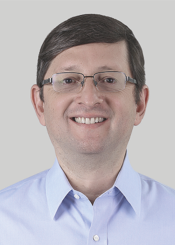
Óscar Ortiz Antelo
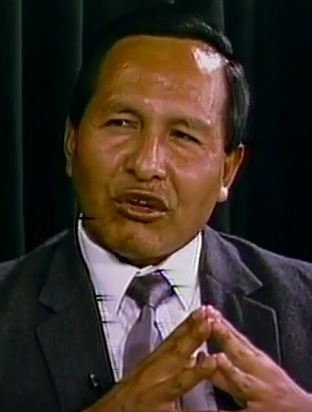
Víctor Hugo Cárdenas
Chi Hyun Chung

## Ergebnisse und Reaktionen
Nachdem 83,8 % der Wählerstimmen ausgezählt waren, schien eine Stichwahl zwischen Präsident Morales und dem aussichtsreichsten Gegenkandidaten Mesa wahrscheinlich: Morales stand zu diesem Zeitpunkt bei 45,3 % der Stimmen, während Mesa auf 38,2 % kam.
Nach Veröffentlichung dieses ersten Zwischenstands unterbrach die Ergebnisaktualisierung für etwa 24 Stunden, was die Opposition unmittelbar kritisierte. Als am Montagabend, 21. Oktober, das Oberste Wahlgericht (TSE) einen neuen Auszählungsstand von etwa 95 % der Stimmen veröffentlichte, war der Abstand zwischen Morales und Mesa mit etwa zehn Prozentpunkten gerade so groß, dass Morales eine Stichwahl hätte vermeiden können. Die Organisation Amerikanischer Staaten (OAS), die zahlreiche Wahlbeobachter zur Überprüfung des Wahlablaufs entsandt hatte, äußerte sich daraufhin „besorgt und überrascht über die drastische Veränderung der Ergebnisse, die nur schwer zu rechtfertigen sei“. Die ersten Ergebnisse wären außerdem in Übereinstimmung gewesen mit der einzigen offiziell zugelassenen privaten Nachwahlbefragungsagentur und mit den statistischen Hochrechnungen der OAS. Die OAS forderte die Oberste Wahlbehörde auf, den Willen des bolivianischen Volks „entschieden zu verteidigen“ und sich unter Einhaltung der Transparenz an die Verfassung zu halten. Wahlforscher des Massachusetts Institute of Technology (MIT) und Untersuchungen der University of Pennsylvania widersprachen dagegen den Bewertungen der OAS und fanden keine Hinweise auf einen Wahlbetrug, aber zweifelhafte Ergebnisse (100 % der Stimmen für Morales bei 100 % Wahlbeteiligung) in einzelnen Wahllokalen.
In allen größeren Städten Boliviens kam es daraufhin zu Protesten und Ausschreitungen. In Potosí setzten Protestierende die regionale Vertretung der Obersten Wahlbehörde in Brand, wobei zwei Menschen aus dem zweiten Stock des Gebäudes sprangen, um sich in Sicherheit zu bringen. Am Dienstag, 22. Oktober, trat der Vizepräsident der Obersten Wahlbehörde, Antonio Costas, mit der Begründung zurück, die „gedankenlose Aussetzung der öffentlichen Wahlergebnisveröffentlichung habe den gesamten Wahlprozess diskreditiert und damit zu unnötigem Aufruhr geführt“. Für Mittwoch, den 23. Oktober riefen zivilgesellschaftliche Gruppen in mehreren Städten zu unbefristeten Generalstreiks auf, bis die Oberste Wahlbehörde entweder die Wahlen komplett annulliere oder eine Stichwahl zwischen Morales und Mesa zulasse. Amnesty International rief die amtierende Morales-Regierung dazu auf, das Recht des bolivianischen Volks auf friedlichen Protest zu garantieren.
Drei Tage nach der Wahl erklärte sich Präsident Evo Morales zum Wahlsieger, obwohl zu diesem Zeitpunkt immer noch nicht alle Stimmen ausgezählt waren und sich in den offiziellen Ergebnissen nach Auszählung von knapp 97 % der Stimmen der Abstand zwischen Morales und Mesa wieder auf unter zehn Prozentpunkte verringert hatte, was eine Stichwahl zur Konsequenz gehabt hätte. Gleichzeitig sprach Morales von einem gegen ihn laufenden Putsch der „Rechten mit internationaler Unterstützung“ und rief zur Mobilisierung seiner Anhänger auf. Der Tageszeitung Página Siete, einer der einflussreichsten Boliviens, veröffentlichte Hinweise, die Regierung zwinge in den Ministerien tätige Staatsfunktionäre zum Protest für die Regierung.
Nach dem vorläufigen Abschluss der Auszählungen wurde Morales von der Wahlkommission zum Wahlsieger erklärt. Ihm wurden 47,07 % der Stimmen bescheinigt, während Mesa diesen Angaben zufolge auf 36,51 % der Stimmen kam. Damit wäre eine Stichwahl laut bolivianischem Wahlrecht nicht mehr nötig, da Morales mehr als 40 % der Stimmen erreicht hatte und einen Vorsprung von mehr als zehn Prozentpunkten auf Mesa aufwies. Die Opposition erkannte dieses Ergebnis nicht an. Auch die Europäische Union empfahl die Abhaltung von Stichwahlen. Morales erklärte sich auf einer Pressekonferenz erneut zum Wahlsieger.
Am 25. Oktober erklärte auch das oberste Wahlgericht Morales zum Wahlsieger. Am selben Tag präsentierte der Informatiker Edgar Villegas, der gemeinsam mit einem Team die originalen Wahlprotokolle mit denen durch das Oberste Wahlgericht offiziell veröffentlichten verglichen und ausgewertet hatte, im Fernsehkanal Televisión Universitaria Indizien für einen großflächig angelegten Wahlbetrug.
Kurz nach den Wahlen wurde das Komitee zur Verteidigung der Demokratie unter dem Vorsitz des Bürgerrechtlers Waldo Albarracín gegründet. Dieses forderte die Annullierung der Wahlen sowie die Einrichtung eines neuen obersten Wahlgerichts zur Abhaltung unparteiischer Wahlen und rief zu weiteren Straßenprotesten gegen das Wahlergebnis auf.
Bei Protesten Anfang November schlossen sich in den Städten Cochabamba, Sucre und Santa Cruz Polizeieinheiten den Demonstranten an. In einer Dringlichkeitssitzung sprach Morales von einem Putsch. Verteidigungsminister Javier Zavaleta schloss einen Einsatz des Militärs gegen die meuternden Polizisten vorerst aus.

## Ergebnis
| Parteien                               | Parteien                               | Kandidaten           | Stimmen   | %    | Mandate             | Mandate             |
| Parteien                               | Parteien                               | Kandidaten           | Stimmen   | %    | Cámara de Diputados | Cámara de Senadores |
| -------------------------------------- | -------------------------------------- | -------------------- | --------- | ---- | ------------------- | ------------------- |
|                                        | Movimiento al Socialismo               | Evo Morales          | 2.889.359 | 47,1 | 67                  | 21                  |
|                                        | Comunidad Ciudadana (FRI – Sonstige)   | Carlos Mesa          | 2.240.920 | 36,5 | 50                  | 14                  |
|                                        | Partido Demócrata Cristiano            | Chi Hyun Chung       | 539.081   | 8,8  | 9                   | –                   |
|                                        | Bolivia Dice No (MDS)                  | Óscar Ortiz Antelo   | 260.316   | 4,2  | 4                   | 1                   |
|                                        | Movimiento Tercer Sistema              | Félix Patzi          | 76.827    | 1,3  | –                   | –                   |
|                                        | Movimiento Nacionalista Revolucionario | Virginio Lema        | 42.334    | 0,7  | –                   | –                   |
|                                        | Partido de Acción Nacional Boliviano   | Ruth Nina            | 39.826    | 0,6  | –                   | –                   |
|                                        | Unidad Cívica Solidaridad              | Víctor Hugo Cárdenas | 25.283    | 0,4  | –                   | –                   |
|                                        | Frente Para la Victoria                | Israel Rodriquez     | 23.725    | 0,4  | –                   | –                   |
| Gesamt                                 | Gesamt                                 | Gesamt               | 6.137.671 | 100  | 130                 | 36                  |
|                                        |                                        |                      |           |      |                     |                     |
| Ungültige Stimmen                      | Ungültige Stimmen                      | Ungültige Stimmen    | 322.844   | 5,0  |                     |                     |
| Wähler                                 | Wähler                                 | Wähler               | 6.460.515 | 88,3 |                     |                     |
| Wahlberechtigte                        | Wahlberechtigte                        | Wahlberechtigte      | 7.315.364 |      |                     |                     |
|                                        |                                        |                      |           |      |                     |                     |
| Quelle: Órgano Electoral Plurinacional |                                        |                      |           |      |                     |                     |

## Morales’ Rücktritt und Gang ins Exil
Am 10. November veröffentlichte die OAS einen Bericht ihrer Wahlbeobachter, in dem sie aufgrund von schweren Unregelmäßigkeiten die Annullierung der Wahl vom 20. Oktober empfahl. Nachdem ihm auch das Militär die Unterstützung entzogen hatte, kündigte Morales am selben Tag Neuwahlen an.
An Orten, an denen die Opposition gegen Morales am stärksten war, verbrannten Anhänger der Opposition und Polizisten die plurinationale Fahne Wiphala, die die indigenen Wurzeln und die Vielfalt symbolisiert. Polizisten schnitten sie von ihren Uniformen und filmten sich dabei. Während der Morales-Regierung wurde die indigene mehrfarbige Wiphala, neben der Trikolore zur Nationalflagge und 36 einheimische Sprachen wurden neben Spanisch zu offiziellen Nationalsprachen. Diese symbolischen Handlungen, lösten schnell eine Welle an Gewalt aus. Schließlich erklärte Morales am Abend des 10. November auf Druck des Militärs seinen Rücktritt als Präsident. Auch Vizepräsident Álvaro García Linera und Präsidentin der Senatorenkammer Adriana Salvatierra erklärten ihre Rücktritte.
Insgesamt kamen bei den Protesten bis zum 10. November drei Menschen ums Leben, rund 200 wurden verletzt, die Polizei war am 10. November in ihren Kasernen geblieben. In der Nacht nach Morales Rücktritt kam es in La Paz und El Alto zu zahlreichen Ausschreitungen, bei denen Busse angezündet sowie Wohnhäuser geplündert und in Brand gesteckt wurden. Auch in den folgenden Tagen ereigneten sich gewalttätige Ausschreitungen durch Anhänger des ehemaligen Präsidenten, dabei wurden weitere 20 Menschen verletzt.
Mexiko bot nicht nur den in die mexikanische Botschaft geflüchteten 20 Regierungsvertretern und Abgeordneten, sondern auch Morales politisches Asyl an. Morales nahm das Angebot an und wurde von der mexikanische Militärmaschine evakuiert. Die mexikanische Luftwaffe flog ihn und Vizepräsident García Linera aus Chimoré im Departamento Cochabamba am 12. November nach Mexiko-Stadt aus.
Da alle verfassungsmäßig vorgesehenen Nachfolger des Präsidentenamtes ebenfalls mit Morales zurückgetreten waren, erklärte sich am 12. November die bisherige zweite Vizepräsidentin des Senats, Jeanine Áñez, zur Interimspräsidentin. Zwar boykottierte die MAS die Parlamentssitzung, bei der Áñez offiziell ernannt werden sollte, aber am Abend billigte das Verfassungsgericht ihre Autoproklamation mit dem Hinweis auf die Notwendigkeit einer funktionierenden Exekutive nachträglich. Áñez musste nun innerhalb von 90 Tagen Neuwahlen organisieren.
Am 14. November verabschiedete Áñez ein Dekret, das den Einsatz des Militärs gegen Proteste befahl und Sicherheitskräfte vor der Justiz schützte. Am 15./16. November eskalierte die Gewalt vor allem im zentralbolivianischen Departamento Cochabamba, einer Region mit hohem Indígena-Anteil, wo Morales großen Rückhalt genoss. Gewerkschaftsmitglieder und Anhänger von Morales versuchten, über die Städte Cochabamba und Sacaba zum Regierungssitz in La Paz zu marschieren, um ihre Unterstützung für die Rückkehr Morales’ zu demonstrieren. Es kam zu blutigen Zusammenstößen mit Polizisten und Militärs. In Cochabamba erschossen die Militärs 9 Morales-Anhänger und es gab zusätzlich 122 Verletzte. Nelson Cox, der Ombudsmann der Stadt Cochabamba, bestätigte, Polizisten und Militärs seien für die Erschießung der Demonstranten verantwortlich. In La Paz und der Schwesterstadt El Alto errichteten Anhänger von Morales Straßenblockaden und brachten damit den Verkehr zum Erliegen.
Die Áñez-Regierung verteidigte am 16. November das Dekret. Der neue Präsidialamtsminister Jerjes Justiniano bezeichnete die Maßnahme als ein Instrument „zum sozialen Frieden beizutragen“. Aus dem Exil in Mexiko schrieb Morales das Dekret sei ein „Freibrief, um das Volk zu massakrieren“ und bat Papst Franziskus, die UN und europäische Länder zur Vermittlung zwischen den politischen Lagern in Bolivien. UN-Generalsekretär António Guterres entsandte Jean Arnault, der bereits im Friedensprozess in Kolumbien vermittelt hatte, als Sondergesandten nach Bolivien. Er traf sich am 16. November mit Áñez und beriet mit ihr über den politischen Übergang in Bolivien.
Reporter ohne Grenzen erklärte, dass seit den Wahlen und dem folgenden Sturz von Präsident Morales Journalisten Angriffen ausgesetzt seien und die Sicherheit der Korrespondenten in Bolivien gefährdet sei. Die Journalistenorganisation dokumentierte seit dem Wahlsonntag rund 30 Angriffe auf Journalisten. Es sei zu körperlichen Übergriffen, Diebstahl von Ausrüstung sowie Brandanschlägen auf Radio- und Fernsehstationen gekommen. Journalisten flüchteten in die argentinische Botschaft.

## Widerlegung des Betrugsvorwurfs
Eine Gruppe von Ökonomen und Statistikern, darunter Mark Weisbrot, Stephanie Kelton, Ha-Joon Chang und Jayati Ghosh, unterzeichneten im Dezember 2019 einen Offenen Brief, in dem sie die OAS aufforderten, ihre „irreführenden Aussagen“ zur Präsidentschaftswahl zu widerrufen, die zum politischen Konflikt beigetragen hatten. Es sei einfach, mit öffentlich verfügbaren Wahldaten aufzuzeigen, dass die Trendwende in Morales’ Führung weder „drastisch“ noch „schwer zu erklären“ war.
Weisbrot erklärte die OAS trüge die Verantwortung für die deutliche Verschlechterung der Menschenrechtssituation in Bolivien nach Morales’ Sturz.
Eine Studie des renommierten Massachusetts Institute of Technology (MIT) in den USA widerlegte den Vorwurf des Wahlbetrugs.
Acht Monate nach dem Sturz des Präsidenten Morales sah auch die US-Zeitung New York Times die These eines angeblichen Wahlbetrugs, den die rechtsgerichtete Opposition und die OAS erhoben hatten, als widerlegt an. Denn auch ein neuer umfassender wissenschaftlicher Untersuchungsbericht durch die Politikwissenschaftler und Statistiker Nicolás Idrobo, Dorothy Kronick und Francisco Rodríguez von der University of Pennsylvania und der Tulane University in New Orleans kam zu dem eindeutigen Ergebnis: „Die These eines Wahlbetrugs beruht auf falschen Daten und ungeeigneten statistischen Techniken.“